# Restoran na kraju svemira
Restoran na kraju svemira (engl. The Restaurant at the End of the Universe) britanski je znanstvenofantastični satirični roman i druga od ukupno pet knjiga iz serije Autostoperski vodič po galaktici koju je napisao Douglas Adams, objavljena 1980. Autora je nadahnula pjesma Grand Hotel britanske rock grupe Procol Harum. Radnja nastavlja dogodovštine Arthura Denta koji sa skupinom prijatelja odlazi na ručak u restoran na kraju svemira prije nego što razmisli kako će se vratiti na Zemlju.

## Radnja
Arthur Dent, Ford Perfect, Trillian i Zaphod Beeblebrox napuštaju planet Magratheju, ali ih napadaju Vogonci. Pokušaj bijega je onemogućen jer je Arthur previše opteretio računalo zahtjevom za šalicu čaja. Zaphod dobije ideju održati seansu da bi prizvao duha svojeg mrtvog djeda. Ovaj se pojavi te teleportira Marvina i Zaphoda na Ursa Minor Betu dok Arthur, Ford i Trillian ostanu u svemirskom brodu Zlatnom srcu, zamrznuti u vremenu. Zaphod i Marvin krenu tražiti izdavača Vodiča po galaktici Zarniwoopa. Kada uđu u zgradu da bi došli do njegova ureda, cijela zgrada biva oteta i odvedena na drugu planetu, Žablju zvijezdu B. Nakon raznih peripetija Zaphod pronalazi Zarniwoopa koji mu objasni da je ovo virtualni svemir koji je stvorio za Zaphoda koji je najvažnije biće svemira. Ispostavi se da je Zaphod imao smanjeno Zlatno srce cijelo vrijeme u svojem džepu. Zlatno se srce opet poveća u normalnu veličinu te se Zaphod opet sastane s Trillianom, Arthurom i Fordom. Zamole Zarniwoopa da ih transportira do restorana na kraju svemira Milliwaysa. Restoran je velika svemirska atrakcija jer se nalazi petsto sedamdeset i šest tisuća milijuna godina u budućnosti te stoga nudi gostima egzotičan pogled na posljednje sate svemira, prizor koji se stalno ponavlja za nove goste. Na jelovniku je životinja koja je programirana sama sebe ubiti da bi njezin odrezak nahranio goste. 
Nakon obroka Zaphod i Ford ukradu svemirski brod, ali taj pripada rock grupi Području katastrofe te je programiran zaletiti se u zvijezdu radi specijalnih efekata. Na sreću na brodu postoji teleporter, ali bez sustava za navigaciju. Marvin odluči ostati na brodu i teleportirati ostale. Zaphod i Trillian se vrate u Zlatno srce kojim upravlja Zarniwoop da bi završio svoju misiju otkrivanja tko doista vlada svemirom. Dok Zarniwoop pokušava zadiviti vladara svemira, skeptičnog o svemu izvan svoga doma, Trillian i Zaphod vraćaju svoje Zlatno srce i bježe. Teleporter je Arthura i Forda poslao na neobičan svemirski brod koji prevozi nekoliko milijuna ljudi u sarkofazima. Kada Arthur i Ford konfrotiraju kapetana broda, ovaj im objasni da ti ljudi nisu leševi, nego su samo smrznuti te će oživjeti da bi se kolonizirao nov planet. Na Arthurov upit kapetan otkriva da su svi ti putnici nepotrebnih zanimanja - umorni TV-producenti, prodavači polica osiguranja, kadrovski službenici, savjetodavni upravitelji... - te zaključi da ih se zapravo netko samo htio riješiti na rodnom planetu. Svemirski se brod sruši na prapovijesnu Zemlju te Arthur shvati da su ti putnici zapravo preci modernih ljudi, a ne pećinski ljudi. Arthur pokuša utvrditi pitanje na konačno pitanje o životu, svemiru i svemu ostalom, ali i to propadne jer shvati da je Zemlja kao kompjuter od početka bila krivo programirana zbog pada tog svemirskog broda koji je poremetio računanje. Arthur i Ford tako odluče ostati na pretpovijesnoj Zemlji i učiniti najbolje u svojoj situaciji.

## Vanjske poveznice
- Autostoperski vodič po galaktici BBC